# لارس غوستافسون (مصارع رياضي)
لارس غوستافسون (بالسويدية: Lars Gustafsson)‏ هو مصارع رياضي سويدي، ولد في 21 أبريل 1966.

## وصلات خارجية
- لارس غوستافسون على موقع قاعدة بيانات المصارعة الدولية (الإنجليزية)
- لارس غوستافسون على موقع أوليمبيديا (الإنجليزية)
- لارس غوستافسون على موقع اللجنة الأولمبية السويدية (السويدية)